# إيرج مسجدي
إيرج مسجدي ( (بالفارسية: ایرج مسجدی) ) هو السفير الإيراني الحالي في العراق، وضابط سابق في الحرس الثوري لمدة 35 عامًا.  كان مسجدي من المحاربين القدامى في الحرب العراقية الإيرانية ، وكان قائدًا بارزًا لفيلق القدس وكبير مستشاري قاسم سليماني .  عُيّنَ سفيراً لدى العراق في كانون الثاني/يناير 2017  وتولى مهامه في نيسان 2017. 

## السيرة الذاتية
ولد إيرج مسجدي عام 1957 في مدينة عبادان، الواقعة في محافظة خوزستان جنوب إيران. نشأ في بيئة متدينة وقومية، والتحق بصفوف الحرس الثوري الإيراني عقب الثورة الإسلامية عام 1979. كان من بين الأعضاء المؤسسين لجماعة "منصورون"، وهي إحدى الجماعات المسلحة التي اندمجت لاحقًا في نواة تشكيل الحرس الثوري.

## المسيرة العسكرية

### مقر "رمضان"
برز إيرج مسجدي خلال الحرب الإيرانية العراقية كأحد القادة الميدانيين في الجبهة الغربية، حيث تولى أدوارًا قيادية في العمليات الخاصة خلف خطوط العدو. في عام 1983، أُسِّس مقر "رمضان" كجناح تابع للحرس الثوري متخصص في العمليات الاستخباراتية والدعم اللوجستي للفصائل الشيعية داخل العراق. تولى مسجدي منصب رئيس أركان المقر، وشارك في تنسيق عمليات التسلل، التجسس، وتهريب الأسلحة إلى داخل الأراضي العراقية، خاصة في مناطق الأهوار والجنوب العراقي.

### فيلق القدس
بعد تأسيس فيلق القدس في أوائل التسعينيات كذراع خارجي للحرس الثوري، انضم إليه مسجدي وتدرّج في المناصب حتى أصبح قائد الفيلق المسؤول عن الملف العراقي. عمل لسنوات تحت قيادة قاسم سليماني، وشارك في وضع وتنفيذ الاستراتيجية الإيرانية لزيادة النفوذ داخل العراق. وقد أشرف بشكل مباشر على تسليح وتدريب الجماعات المسلحة مثل منظمة بدر وعصائب أهل الحق وكتائب حزب الله العراق. كما يُنسب إليه الفضل في بناء شبكة النفوذ الإيرانية داخل المؤسسات الأمنية والسياسية العراقية ما بعد 2003.

## الدور في العراق بعد 2003
بعد الغزو الأمريكي للعراق عام 2003 وسقوط نظام صدام حسين، لعب إيرج مسجدي دورًا محوريًا في إعادة هيكلة العلاقات الإيرانية مع القوى العراقية الجديدة. فبصفته مسؤول الملف العراقي في فيلق القدس، أشرف على دعم الفصائل الشيعية المسلحة والسياسية، وساهم في توجيه السياسات الإيرانية نحو تعزيز النفوذ في بغداد.
كما اتُّهم مسجدي بتنسيق عمليات استهداف القوات الأمريكية داخل العراق، سواء عبر دعم فصائل المقاومة أو تقديم معلومات استخباراتية لفصائل مدعومة من إيران. خلال احتجاجات أكتوبر 2019، تداولت وسائل إعلام تقارير عن دوره في دعم الأجهزة الأمنية العراقية وبعض الميليشيات في قمع المتظاهرين، وخاصة في محافظات الجنوب.

## التعيين سفيرًا في العراق
في أبريل 2017، أعلنت وزارة الخارجية الإيرانية عن تعيين إيرج مسجدي سفيرًا لطهران في بغداد، خلفًا لحسن دانائي فر. أثار هذا التعيين جدلًا واسعًا في الأوساط العراقية والعربية، نظرًا لخلفيته العسكرية والأمنية، وارتباطه المباشر بفيلق القدس. عُدّ تعيينه امتدادًا لنهج طهران في إرسال شخصيات عسكرية إلى مواقع دبلوماسية بهدف الحفاظ على مصالحها الأمنية في المنطقة.
خلال فترة عمله كسفير، حرص مسجدي على تعزيز العلاقات الثنائية بين إيران والعراق في مجالات السياسة والاقتصاد والطاقة، إلا أن وجوده في بغداد واجه انتقادات واسعة، خاصة من قبل التيارات العراقية المناوئة للنفوذ الإيراني.

## نهاية المهام الدبلوماسية
في أبريل 2022، أنهى إيرج مسجدي مهامه كسفير للجمهورية الإسلامية الإيرانية في بغداد بعد خمس سنوات قضاها في هذا المنصب. وقد أصدر بيانًا رسميًا وجّه فيه رسالة وداع إلى الشعب العراقي عبّر فيها عن امتنانه للتعاون والعلاقات التي نشأت خلال فترة عمله، وأكد على استمرار العلاقات الإيرانية-العراقية رغم تغير الممثلين الدبلوماسيين.

## العقوبات الأمريكية
في يوم الخميس الموافق 23 أكتوبر 2020، أعلنت وزارة الخزانة الأمريكية في بيان لها عن إدراج إيرج مسجدي، سفير إيران لدى العراق، ضمن قائمتها للعقوبات. وصرّح ستيفن منوشين، وزير الخزانة الأمريكي، بأن «الجمهورية الإسلامية تستخدم فيلق القدس التابع للحرس الثوري الإيراني من خلال تعيين أعضائه سفراء في دول المنطقة، في إطار برامجها المزعزعة للاستقرار الخارجي، مما يهدد أمن وسيادة العراق». وأضاف منوتشين أن «الولايات المتحدة ستواصل استخدام كافة الأدوات والصلاحيات المتاحة لاستهداف محاولات النظام الإيراني ومسؤولي فيلق القدس التدخل في شؤون الدول المستقلة، بما في ذلك التأثير على الانتخابات الأمريكية».
وأعلن مكتب مراقبة الأصول الأجنبية التابع لوزارة الخزانة الأمريكية (أوفاك) أن إيرج مسجدی هو جنرال في الحرس الثوري، ويقوم بتوجيه ودعم جماعات مسؤولة عن مقتل وإصابة القوات الأمريكية وقوات التحالف في العراق.